# Богоряд, Игорь Борисович
Игорь Борисович Богоряд (10 августа 1935, Ахтырка — 9 сентября 2016, Томск) — советский и российский учёный в области баллистики, профессор кафедры динамики полёта Томского государственного университета. Директор НИИ ПММ ТГУ (1988—2006).

## Работы
- К решению задачи о колебаниях жидкости, частично заполняющей полость, вариационным методом // Известия АН СССР. ПММ. 1962. Т. 26, вып. 6;
- Вариационные методы в задаче о движении в безграничной жидкости тонкостенного стержня с полостью, частично заполненной жидкостью //Доклады III Сибирской конференции по математике и механике. Томск, 1964;
- Совместно с И. А. Дружининым, Г. З. Дружининой, Э. Е. Либиным. Введение в динамику сосудов с жидкостью. Томск, 1977;
- Динамика вязкой жидкости со свободной поверхностью. Томск, 1980;
- Совместно с И. А. Дружининым, С. В. Чахловым. Исследование переходных процессов при больших возмущениях свободной поверхности в замкнутом отсеке // Динамика космических аппаратов и исследование космического пространства. М., 1986;
- О коэффициентах демпфирования, обусловленных наличием в подвижном сосуде жидкости со свободной поверхностью // Изв. АН УССР. ПМ. 1990. № 4;
- A mathematical Model of oscillations Energy dissipation of Viscous Liquid in a Tank // Intern. Ser. of Numerical Mathem. Birkhauser Verlag Basel. 1992. Vol. 106;
- Совместно с Г. В. Христенко. О демпфировании нелинейных колебаний вязкой жидкости, частично заполняющей сосуд // Известия РАН. МЖГ. 1994. № 5;
- On Mechanism of Oscillations Energy Dissipation of Liquid in Tank. Models, Estimates and Numerical Results // Comput. Fluid Dynamics’ 94. J. Wiley and Sons Ltd. 1994;
- Совместно с N. Lavrova. The Dynamical Interaction of Viscous Liquid and the Cavity Containing Variable Gas Mass // Comput. Fluid Dynamics’ 96. J.Wiley and Sons Ltd. 1996;
- Колебания вязкой жидкости в полости твердого тела: Некоторые математические модели и количественные оценки. Томск, 1999;
- Совместно с Н. П. Лавровой. Численная модель течения жидкости во вращающемся цилиндре с упругими радиально расположенными ребрами // Прикладная механика и техническая физика. 2013. Т. 54. № 2.

## Архивные источники
- Государственный архив Томской области (ГАТО). Ф. Р-815. Оп. 55. Д. 352;